# Michael Raduner
Michael Raduner (1 de julio de 1958) es un deportista suizo que compitió en remo. Ganó una medalla de oro en el Campeonato Mundial de Remo de 1978, en la prueba de cuatro sin timonel ligero.

## Palmarés internacional
| Campeonato Mundial | Campeonato Mundial     | Campeonato Mundial | Campeonato Mundial        |
| Año                | Lugar                  | Medalla            | Prueba                    |
| ------------------ | ---------------------- | ------------------ | ------------------------- |
| 1978               | Copenhague (Dinamarca) | Medalla de oro     | Cuatro sin timonel ligero |